# Gone: Zniknęli
Gone: Zniknęli – cykl powieści fantasy dla młodzieży Michaela Granta. Seria ta koncentruje się na fikcyjnym, kalifornijskim miasteczku Perdido Beach, w którym znika każdy człowiek mający 15 lat i więcej. Miasto i otaczające je obszary są zamknięte w nieprzeniknionej barierze, a wielu jego mieszkańców rozwija nadprzyrodzone moce. Książki podążają za wyczynami bohatera – Sama Temple'a – gdy walczy on z antagonistami: Caine'em Soren i Drakiem Merwinem, a także tajemniczym, wrogim stworzeniem, znanym jako Mrok lub Gaiaphage (jego nazwa pochodzi od greckich słów γαία (gaia - Ziemia) i φαγε (phage - jeść) i oznacza „Pożerającego Ziemię”).
17 października 2017 (USA) wydano sequel pod tytułem Monster, której akcja toczy się cztery lata po ETAP-ie (Ekstremalne Terytorium Alei Promieniotwórczej). Potwierdzono, że zostaną wydane jeszcze dwie książki, które ukażą się w 2018 r. i 2019 r. Są to Villain (Łotr) i Hero (Bohater).

## Książki należące do serii
- Gone: Zniknęli. Faza pierwsza: Niepokój (2008, wyd. polskie – wrzesień 2009)
- Gone: Zniknęli. Faza druga: Głód (2009, wyd. polskie – luty 2010)
- Gone: Zniknęli. Faza trzecia: Kłamstwa (2010, wyd. polskie – październik 2010)
- Gone: Zniknęli. Faza czwarta: Plaga (2011, wyd. polskie – kwiecień 2011)
- Gone: Zniknęli. Faza piąta: Ciemność (kwiecień 2012; wyd. polskie 30 maja 2012)
- Gone: Zniknęli. Faza szósta: Światło (19 czerwca 2013; wyd. polskie 26 czerwca 2013)
- Monster (17 października 2017)
- Villan (4 października 2017)
- Hero (1 października 2019)

## ETAP i Gaiaphage
15 lat przed powstaniem wielkiej kopuły w elektrownię trafił meteoryt, który zawierał materiał DNA kosmity i człowieka. Kobiety, które w tym czasie były w ciąży, narażały zarodki na promieniowanie jądrowe, które z czasem zaczęło wprowadzać wśród nich mutacje powodujące moce. Następowała także drastyczna ewolucja zwierząt. Tytułowe zniknięcie osób od 15 lat w górę, zostało spowodowane przez awarię w elektrowni i niezidentyfikowane działania Pete'a (autystycznego chłopca).

## Główni bohaterowie
Głównymi bohaterami są przywódcy, mutanci oraz osoby wysoko postawione na drabinie feudalnej ETAP-u.

### Sam Temple
15-letni (ur. 22.11. godz. 22.20) surfer o przezwisku „Autobus”. Jest przywódcą Perdido Beach i zasiada w Radzie miasta, która podejmuje najważniejsze decyzje. Jest chłopakiem Astrid, ma złego brata bliźniaka, Caine, którego Connie Temple (matka Sama i Caine'a) oddała do adopcji. Nie zna swojego biologicznego ojca Teagana Smitha. Jego mocą są śmiercionośne zielone lasery, które wydobywają się z jego rąk. Może także wytworzyć kule światła nazywane „Słoneczkami Sammy'ego”.

### Astrid Ellison
15-letnia dziewczyna, odznaczająca się niemałą inteligencją i racjonalnym myśleniem, jest nazywana Genialną Astrid. Jest pewna siebie i swoich poglądów, bardzo przywiązana do religii, a każdą swoją prośbę powierza Bogu. Zasiada w Radzie miasta. Jest dziewczyną Sama. Ma autystycznego brata Pete'a.
Jej moc nazywana jest czasem intuicją. Po dotknięciu czyjejś ręki widzi coś na kształt smugi na niebie. Prawdopodobnie oznacza to poziom ważności tej osoby. Po dotknięciu ręki Sama uznała, że jest on najjaśniejszą smugą na niebie. W czwartej części nienawidzi swojego brata, chce go zabić, bo myśli, że w ten sposób skończy ETAP.
W piątej części zmienia swoje poglądy religijne.

### Caine Soren
15-letni nastolatek z Coates Academy. Oddany do adopcji przez matkę jego i Sama. Został adoptowany, ale jego opiekunowie wysłali go do zakładu dla trudnej młodzieży w okolicach Perdido Beach, gdzie poznaje Dianę. Ma moc telekinezy, za pomocą umysłu może podnieść przedmioty, a niekiedy nawet siebie. Jest czarnym charakterem. Chce przejąć władzę nad ETAP-em i wszystkich sobie podporządkować. W trzeciej części podczas pożaru Perdido Beach ucieka na wyspę San Francisco de Sales, razem z Dianą, Robalem i Penny. W kolejnej części wraca do Perdido Beach i mianuje siebie królem. Pod koniec części czwartej Diana wyznaje Samowi, że spodziewa się dziecka, którego ojcem jest właśnie Caine.

### Diana Ladris
15-letnia uczennica prywatnej szkoły dla „trudnej młodzieży” – Coates Academy. Ciemnowłosa piękność, w której podkochuje się Caine. Diana jest inteligentna i przebiegła. Zawsze dostaje to - czego chce. Nienawidzi Drake'a Merwina. Umiejętnie manipuluje Cainem i jest pewna siebie. Posiada również umiejętność „czytania ludzi”. Za pomocą dotyku stwierdza wielkość mocy danej osoby za pomocą wymyślonego systemu kresek (jak zasięg w telefonie).
W czwartej części zachodzi w ciążę z Cainem. W następnej części rodzi dziecko, by oddać je Gaiaphage.

### Drake Merwin
15-letni chłopak z Coates Academy. Uważany za chorego psychicznie. Bardzo trudny przypadek. Agresywny i sadystyczny. Jego ojciec był policjantem. Uczył go korzystać z broni. Gdy Drake był młodszy postrzelił wiatrówką chłopaka z sąsiedztwa. Nienawidzi Diany Ladris. Posiada czerwoną mackę, zamiast ręki, którą stworzyło Gaiaphage przy pomocy Lany.

### Pete Ellison
Pięcioletni autystyczny chłopiec. Ma moc urzeczywistniania swoich wizji - prawdopodobnie największą w ETAP-ie. To on jest odpowiedzialny za ETAP. Wie czego chce Gaiaphage. W czwartej części znika, prawdopodobnie za sprawą Gaiaphage.
Mały Pete ma najpotężniejszą moc w całym ETAP-ie. To on utworzył barierę oraz sprawił, że dorośli zniknęli. Dodatkowo jego moc obejmuje teleportację, lewitację, zdolność urzeczywistniania swoich marzeń sennych na czas snu oraz telepatię (porozumiewanie się z innymi za pomocą myśli). Jego moc spekuluje się na 7-10 kresek w skali mierzenia mocy Diany.
w czwartej części cyklu jego siostra Astrid rzuca go potworom, by ocalić przed nimi inne dzieci. W piątym tomie rozmawia z Astrid jako dusza krążąca przy barierze.

### Lana Arwen Lazar
Ma 14 lat, ciemne, proste włosy i małe oczy. Ma jedną z najpotężniejszych mocy - jest Uzdrowicielką. Mimo że przed nastaniem ETAP-u podczas uczęszczania do szkoły w Las Vegas była popularna, w Perdido Beach wybiera samotność. Jako pierwsza spotkała Ciemność i gadające kojoty. ETAP, a szczególnie spotkanie z Gaiaphage odcisnęły duże piętno na jej psychice. Ma psa, Patricka, labradora, który jest jej najlepszym przyjacielem. Po rzekomym pokonaniu Ciemności Lana wciąż czuła obecność Gaiaphage, wiedziała, że tak naprawdę nie odeszła.

## Odbiór powieści
Gone: Zniknęli. Faza pierwsza: Niepokój i Gone: Zniknęli. Faza druga: Głód wielokrotnie znajdowały się w "The New York Times Best Seller list". W Polsce Gone: Zniknęli. Faza pierwsza: Niepokój została m.in. objęta patronatem Empiku.